# Christiane Wartenberg (Künstlerin)

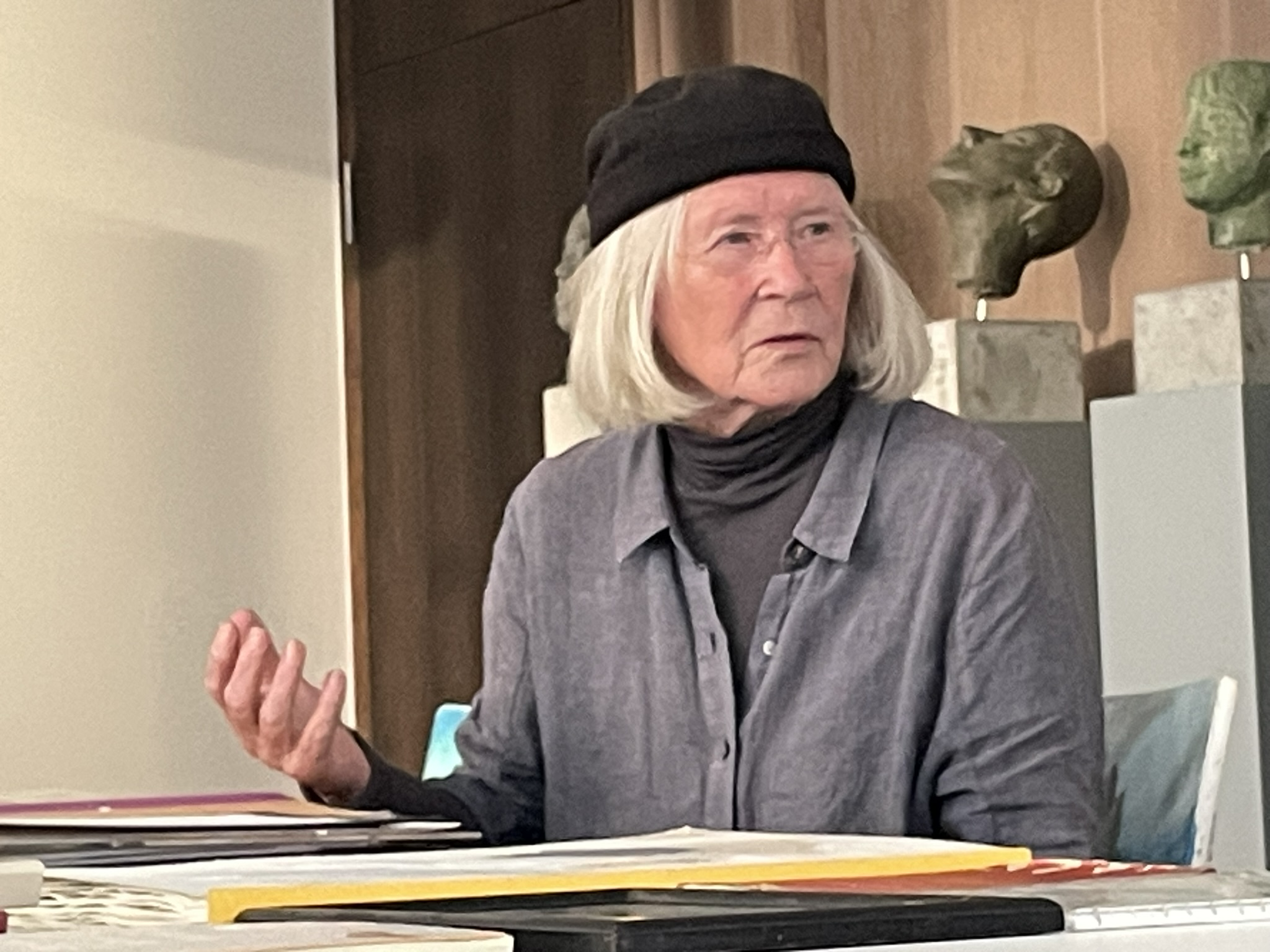
Christiane Wartenberg 2024

Christiane Wartenberg (* 1948 in Magdeburg) ist eine deutsche bildende Künstlerin mit den Gebieten Bildhauerei, Rauminstallation, Kunst am Bau, Grafik, Zeichnung und Künstlerbücher.

## Leben
Fünf Jahre ihrer Kindheit verbrachte Wartenberg in einem Dorf in der Lausitz. Die Schule besuchte sie in Magdeburg und machte anschließend von 1963 bis 1967 das Abitur mit Facharbeiterlehre als Gebrauchswerberin. Von 1967 bis 1969 studierte sie Kunsterziehung an der Humboldt-Universität zu Berlin. Anschließend studierte sie bis 1974 an der Kunsthochschule Berlin-Weißensee Bildhauerei und schloss mit dem Diplom ab. Danach arbeitete sie in Berlin als freischaffende Künstlerin.
Nach Auftragsarbeiten in den Ostberliner Neubaubezirken und dem Umland erhielt Wartenberg nach der Wende 1992 ein Arbeitsstipendium des Kulturfonds der neuen Bundesländer. Sie machte sich selbstständig und betrieb zunächst in einem ehemaligen Stall in Berlin-Karow ein Atelier. Danach arbeitete sie in Schönow, einem Ortsteil von Bernau, in einem selbst errichteten Wohn- und Arbeitsgebäude.
Seit 1993 wohnt und arbeitet sie im Ortsteil Ortwig der Gemeinde Letschin im Oderbruch auf einem großen Gehöft. In den Jahren 1994 und 1998 nahm sie Gastdozenturen an der Weißenseer Hochschule wahr.
Christine Wartenberg war bis 1990 Mitglied des Verbands Bildender Künstler der DDR.

## Werke (Auswahl)

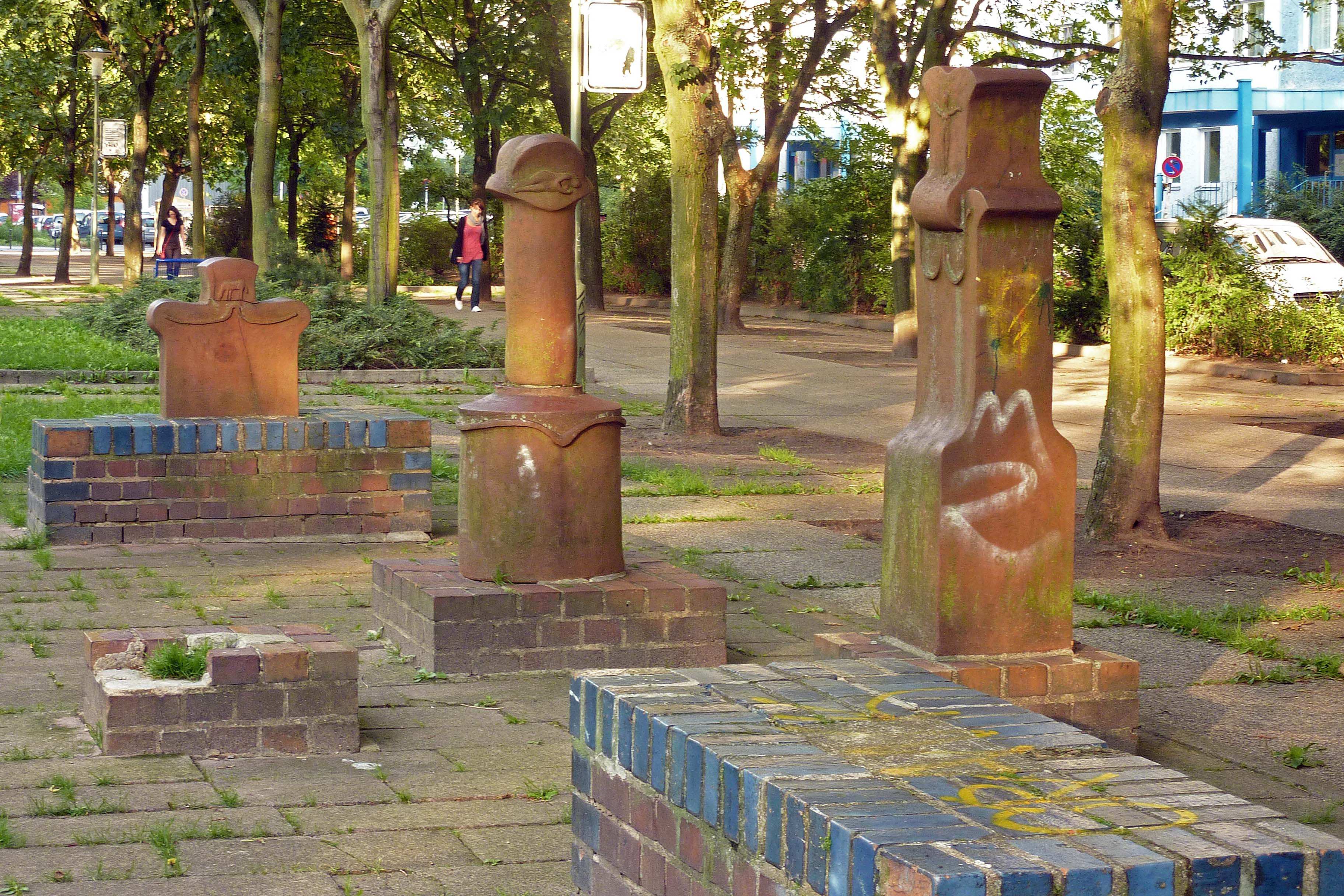
Märkische Wegkreuze

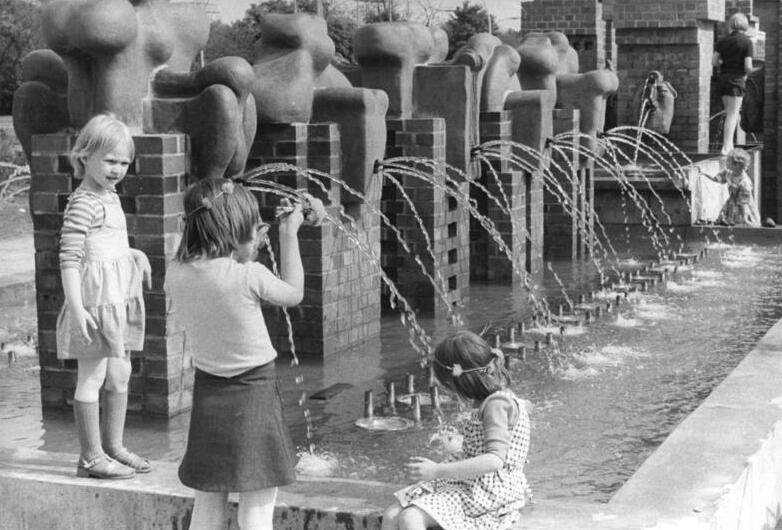
Märkischer Brunnen anno 1980

Werke stehen unter anderem in Berlin, auf dem Darß und in Letschin.
- 1978: Märkischer Brunnen, Berlin-Friedrichsfelde
 gegenüber Bärenschaufenster vom Tierpark Berlin auf dem Heinrich-Dathe-Platz. Acht abstrakte Brunnenstelen aus Terrakotta werden unsymmetrisch in der Mitte durch ein größeres Becken mit gemauerten Brunnenstelen getrennt. An den Seiten der großen eher torartigen Stelen befinden sich Frauen- und Tiermasken als Wasserspeier. Seit etwa 1992 sind alle Wasseranschlüsse abgeklemmt, die Plastiken sind dagegen gut erhalten. Zunächst wurden die Becken mit Sand gefüllt und bepflanzt. Im Jahr 2011 stellten die Mitarbeiter der Lichtenberger Bezirksverwaltung die Brunnenelemente vollständig frei, die nun eine Art Kunstgalerie bilden.[2]
- um 1979: Märkische Wegkreuze, Berlin-Friedrichsfelde, Dathepromenade
- um 1985: Sitzender weiblicher Akt, Berlin-Buch
Eine Keramikfigur, 1,50 Meter hoch, wurde in der Karower Straße, zwischen dem Archiv und der medizinischen Fachschule aufgestellt.[3]
- 1988: Hofzeichen, Berlin-Marzahn
Am Zugang zum Hof der Bernburger Straße (Höhe Nummern 15/17) befindet sich eine 1,80 m hohe Terrakotta-Stele auf einem 70 Zentimeter breiten Sockel. Sie besteht aus einer symbolischen turmartigen Architektur, die von einem bogenförmigen Kranz abgeschlossen wird. Aus der Stele treten einzelne Keile und Dreiecke hervor.[4]
- 1990: Plastische Objekte, Berlin-Fennpfuhl
Terrakotta-Stelen, die im Bereich der Straßenbahnhaltestelle Poliklinik (heute: Polikum) aufgestellt wurden.[5]
- 2002/2003: Hahn als Rufer, Letschin.
 Die Gemeinde Letschin hatte einen Realisierungswettbewerb zur Gestaltung einer Skulptur für einen kleinen Kreisverkehr im Ort mit Bezug auf das Ortsteilwappen ausgeschrieben. Die hier wohnhafte Künstlerin gewann mit dem 3,20 Meter hohen Bronzewerk den ersten Preis. Auf einem Riesenhocker, der auch an die Grundkonstruktion von Fachwerkbauten erinnern soll, sitzt ein Hahn, der sich der eigentlichen Ortsmitte mit dem langgestreckten Anger zuwendet.[6] Aus einer Veröffentlichung in der Märkischen Oderzeitung im Jahr 2012 geht hervor, dass die Plastik durch eine Karambolage mit einem Fahrzeug beschädigt und über eine Restaurierung verhandelt wurde.[7] Im Mai 2013 wurde der in einer Berliner Werkstatt restaurierte Hahn wieder auf sein Gestell gesetzt.[8]
- 2013: Raumkunst (4 Waldbilder) im Revier Lathsack vom Lychener Waldforst[9]
- Im Münzkabinett der Staatlichen Galerie Moritzburg (Halle), im Kleist-Museum Frankfurt (oder) und im Württembergischen Landesmuseum Stuttgart befinden sich Werke von Christiane Wartenberg.[10]

## Ausstellungen (Auswahl)
- 1981, 1983, 1986 und 1989 Berlin: Bezirkskunstausstellungen
- 1982/1983 Dresden: IX. Kunstausstellung der DDR

- 1983 Mexiko-Stadt: Zeitgenössische Kunst aus der DDR
- 1987 Dresden, Galerie Rähnitzgasse: Wirklichkeit und Bildhauerzeichnung
- 1988 Damaskus: Kleinplastik aus der DDR
- 1989 Leipzig: Zeichnungen, 1. Quadriennale der DDR
- 1989 Fellbach: 4. Triennale der Kleinplastik, öffentliche Sammlung
- 1990 Budapest: 8. Internationale Kleinplastikausstellung
- 1991 Tel Aviv/Jaffa: Keramik aus den Neuen Bundesländern
- 2003 Warschau: 6. Internationale Keramikausstellung Keramos baut Brücken
- 2006 Potsdam, Freundschaftsinsel: Tonstille, zusammen mit Roswitha Grüttner[11]
- 2007 Berlin, Museum Charlottenburg-Wilmersdorf: Die Hütte, zusammen mit Susu Grunenberg[12]
- Wartenberg nennt weitere Ausstellungen in den Niederlanden, Polen und Dänemark.[10]

## Veröffentlichungen
Wartenberg gründete im Jahr 2007 den Loose-Art-Verlag. Die hier erscheinenden Bücher beinhalten die Ergebnisse der jährlichen Kunstsymposien, die sie auf ihrem Gehöft veranstaltet. Sie arbeitet bei den Editionen eng mit anderen Künstlerinnen aus ihrem Bundesland zusammen.

## Auszeichnung
- 2019 wurde Wartenberg mit dem Brandenburger Kunstpreis 2019 für das Lebenswerk ausgezeichnet[14]
- Im Jahr 2011 erhielt Christiane Wartenberg für ihr Langzeitprojekt „Übergriffe. Mein kleines Europa“ den Sabine-Hoffmann-Preis der Stiftung des Evangelischen Bildungszentrums Hospitalhof Stuttgart. Die Begründung lautete: „[Ihr] künstlerisches Lebenswerk überzeuge durch seine Auseinandersetzung mit „der menschlichen Behausung und deren gefährdeter und unter Mühen fortdauernder Natur“.“[15]